# Domenico Savelli

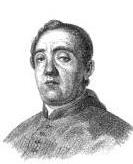
Domenico Savelli

Domenico Savelli, auch Dominco Savelli (* 15. September 1792 in Speloncato, Korsika; † 30. August 1864 in Rom) war ein korsischer Geistlicher, Politiker des Kirchenstaates und Kardinal der Römischen Kirche.

## Leben
Er war der Sohn von Gregorio Maria Savelli und dessen Ehefrau Agata Maria Arrighi und gehörte einer Adelsfamilie an, die von den römischen Savelli als entfernter Zweig anerkannt wurde. Die Savelli von Korsika wurden durch ein Senatus-Consultum vom 18. August 1773 auf Betreiben des Grafen Giovanni Battista Savelli, eines Verwandten der Savelli von Speloncato, in das Libro d’Oro des römischen Adels eingetragen.
Domenico Savelli empfing nach seinem Studium am Priesterseminar von Ajaccio 1816 die Priesterweihe. Er zog 1818 nach Rom, studierte Theologie (1818–1822) und Rechtswissenschaft (1818–1826) auf Sapience-Ebene und wurde 1822 zum Doktor der Theologie und 16. Juni 1829 zum Doctor iuris utriusque promoviert. 1827 wurde er zum Generalvikar des Bischofs von Cesena Antonio Maria Cadolini und am 23. November 1829 zum Generalvikar von Kardinal Giacomo Giustiniani, Bischof von Imola, ernannt. Zurück in Rom trat er am 17. Dezember 1832 als Päpstlicher Hausprälat und Referendar (28. Februar 1833) in den Dienst der Kurie. Papst Gregor XVI. ernannte ihn nacheinander zum apostolischen Delegaten von Rieti (11. April 1833), von Frosinone (vor dem 23. August 1834), von Perugia (vor dem 15. Juli 1838) und von Macerata (12. Juli 1841) und erhob ihn vor dem 28. Mai 1834 zum Apostolischen Protonotar. 1841 begrüßte Domenico Savelli den Papst während dessen Pilgerreise nach Loreto in Fabriano und Tolentino. Nach Rom zurückgerufen, wurde er am 21. April 1845 zum Kleriker der Apostolischen Kammer und Mitglied der Kongregation zur Erneuerung des Rechnungswesens im Kirchenstaat bestellt. Während des Konklave 1846 wurde er zum außerordentlichen Kommissar für die vier Legationen von Bologna, Ferrara, Forli und Ravenna ernannt. Der neugewählte Papst Pius IX. ernannte ihn nacheinander zum außerordentlichen Delegaten für die Provinz Viterbo, dann für die von Forli, zum Pro-Gouverneur von Rom (15. November 1847), und am 29. Dezember 1847 zum Polizeiminister in der Regierung von Kardinal Ferretti infolge der Aufhebung des Amtes eines Gouverneurs von Rom. Am 9. Februar 1848 schied er aus dem Ministeramt aus und wurde anschließend Mitglied der neuen Kongregation für die Prüfung der Ausgaben der öffentlichen Verwaltung (12. Februar 1848), Vizekämmerer der Römischen Kirche (30. Mai 1848) und Konsultor der Kongregation für die Bischöfe und Regularen (vor dem 11. November 1848). Nachdem er mit dem Papst nach Gaeta geflohen war, wurde er zum päpstlichen Kommissar in den Provinzen Campagna und Marittima (Februar 1849) und kurz darauf zum päpstlichen Kommissar in den Marken (April 1849) ernannt. Am Tag nach der Wiederherstellung der päpstlichen Regierung wurde er zum außerordentlichen Kommissar der Provinzen Ancona, Urbino, Pesaro, Macerata, Fermo, Ascoli, Camerino und Loreto (27. Juni 1849) befördert und leitete von Ancona aus die Wiederherstellung der päpstlichen Macht. Am 8. August 1849 wurde er erneut von der Regierungskommission (triumvirato rosso), die aus den Kardinälen Gabriele della Genga Sermattei, Luigi Vannicelli Casoni und Lodovico Altieri bestand, zum Innenminister und Generaldirektor der Polizei ernannt, diese Aufgaben nahm er bis 1850 wahr.
Im Konsistorium vom 7. März 1853 nahm Papst Pius IX. ihn ins Kardinalskollegium auf. Den Kardinalshut und die Titeldiakonie Santa Maria in Aquiro erhielt er am 10. März 1853. Am 4. Juli 1853 wurde er zum Präsidenten der Consulta für Finanzen ernannt. Nach Meinungsverschiedenheiten mit dem Papst und Kardinalstaatssekretär Giacomo Antonelli trat er am 14. Dezember 1859 von seinem Amt als Präsident des Staatsfinanzrates zurück. Er starb am 30. August 1864 in Rom und wurde in der Kirche seiner Titeldiakonie Santa Maria in Aquiro beigesetzt.